# Droga wojewódzka nr 866
Droga wojewódzka nr 866 – droga wojewódzka stanowiąca łącznik od skrzyżowania z drogą wojewódzką nr 865 w Dachnowie do polsko-ukraińskiego przejścia granicznego w Budomierzu. Jej długość wynosi 19,298 km – w całości poprowadzona jest przez teren województwa podkarpackiego.
W celu zapewnienia wygodnego dojazdu do uruchomionego w IV kwartale 2013 roku przejścia granicznego Budomierz-Hruszów, w okresie od października 2010 roku do października 2012 roku, droga na odcinku Lubaczów – Budomierz przeszła gruntowną modernizację. Kosztem prawie 59 milionów zł (w tym dofinansowanie z funduszy RPO ponad 49 milionów zł), przebudowano 11,37 km drogi i zbudowano 1,78 km nowego odcinka w obrębie przejścia granicznego. Powstało 7,10 km ciągów pieszo-rowerowych oraz ponad 10,24 km chodników. Wybudowano 9 nowych zatok autobusowych oraz zmodernizowano 13 skrzyżowań. Przebudowie poddano też 2 mosty – w km 6+522,87 i km 16+181,77. Nośność drogi została wzmocniona do obciążenia 115 kN/oś.

## Miejscowości leżące przy trasie DW866
- Dachnów (DW865)
- Lubaczów (DW867)
- Lisie Jamy
- Wólka Krowicka
- Krowica Hołodowska
- Budomierz – granica z Ukrainą